# Rijeka Piperska
Rijeka Piperska (en serbe cyrillique : Ријека Пиперска) est un village de l'est du Monténégro, dans la municipalité de Podgorica.

## Démographie

### Évolution historique de la population
| 1948 | 1953 | 1961 | 1971 | 1981 | 1991 | 2003 |
| ---- | ---- | ---- | ---- | ---- | ---- | ---- |
| 139  | 176  | 186  | 150  | 114  | 63   | 76   |